# レガート
レガート（伊: legato）は、音楽のアーティキュレーションのひとつ。ある声部において、連続する2つの音（通常音の高さは異なる）を途切れさせずに滑らかに続けて演奏することである。楽譜では通常スラーで指示されるが、legatoのように文字で書かれることもある。主にスペイン語、イタリア語、フランス語、ポルトガル語などのロマンス語を語源とする地域ではレガートが用いられ、英語、ドイツ語圏ではスラーが音楽用語として一般的に用いられている。
レガートを強調するためには、最後の音の後に休符がない場合には、最後の音を多少短く演奏する。また、特に指示がなければ最後の音を他の音よりも弱く演奏することが多い。そして、最後の音を除き、音強の極端な変化を避け、全体でクレッシェンドもディミヌエンドも1つまでに抑えられるのが普通である。

## 擦弦楽器におけるレガート
ヴァイオリン属の弦楽器では、通常スラーをひと弓で（弓を返さずに）演奏する。ひと弓で演奏できない長さのレガートの場合には、途中で弓を返すが、その場合にもなるべく音が途切れないように演奏する。

## 撥弦楽器におけるレガート
フレットを備える有棹撥弦楽器では、ハンマリング・オンとプリング・オフを使った演奏でレガートを表現する。タッピング奏法でも同様である。フレットを備えない有棹撥弦楽器では、押弦した指を滑らせて表現（スライド奏法）することが多い。いずれにしてもチョーキングとは区別される。

## 管楽器におけるレガート
トロンボーンを除く管楽器においては、通常スラーの間、タンギングを行わずに演奏する。トロンボーンにあっては、柔らかいタンギングを行う。

## 鍵盤楽器におけるレガート
鍵盤楽器では、後続の鍵を押さえるのとほぼ同時に先行の鍵を離す。このとき、後続の鍵を押さえてから先行の鍵を離すことがある。
技術上後続の鍵を押さえるまで先行の鍵を押さえていることができない場合、ピアノのように長音ペダルを備えている鍵盤楽器では、ペダルで先行する音を後続する音が出るまで延長する方法が採られる。

## 打楽器におけるレガート
打楽器はそもそも、音を連続させることができないため、レガートとは無縁である。
ただし、ジャズなどのポピュラー音楽において、シンバルでビートを刻んでいることを、シンバルレガートと称することがある。